# Alluvione del Pakistan del 2010

Area interessata dall'alluvione del 2010

L'alluvione del Pakistan del 2010 è una grande alluvione che ha colpito il Pakistan.
Causata da copiose piogge monsoniche, l'alluvione si manifestò nel bacino del fiume Indo tra la fine di luglio e gli inizi di agosto 2010, allagando circa un quinto dell'intero territorio del Pakistan e colpendo circa 20 milioni di persone, anche a causa delle frane e delle epidemie dovute alla mancanza di acqua potabile. Incredibilmente, il numero di morti documentati è relativamente basso (sotto i 2000), ma il numero di sfollati è stato altissimo, stimato in 20 milioni.

## Cause
L'alluvione è stata causata da un'anomalia documentata nella piovosità della regione. Nella mappa fornita dalla NASA per i primi nove giorni di agosto 2010 è indicato un forte eccesso di piovosità per tutto il Pakistan, a fronte di carenze di piovosità in alcune zone dell'India; e ciò viene espressamente attribuito al fenomeno detto La Niña, che ebbe luogo proprio nel 2010 e che notoriamente produce un incremento della piovosità estiva nel nordovest del subcontinente indiano. La temperatura più elevata del normale raggiunta dalle acque del Mare Arabico è indicata dalla NASA come causa secondaria.